# The Prince
«The Prince» es un tema del grupo de ska/pop Madness del Reino Unido. Fue la primera canción del grupo y la escribió Lee Jay Thompson. El 10 de agosto de 1979, el sencillo se publicó a través de 2 Tone Records y llegó al número 16 en las listas británicas UK Singles Chart, donde estuvo 11 semanas.
"The Prince" es un homenaje al cantante de ska, Prince Buster, de Jamaica, que influyó enormemente a Madness (el grupo tomó el nombre de Madness de unas de sus canciones, "Madness", de la que grabaron una versión para la cara B de "The Prince").

## Vídeo musical
Ya que este fue el primer sencillo del grupo, era muy poco conocido anteriormente; por lo tanto, no se grabó ningún vídeo para el sencillo. Sin embargo, el grupo más tarde compró los derechos de su actuación en Top of the Pops el 19 de julio de 1979. Esa actuación ha sido asociado al sencillo desde entonces y ha aparecido en los recopilatorios de los vídeos del grupo.

## Grabaciones distintas
El tema se grabó originalmente el 16 de junio de 1979 en Pathway Studio, Highbury, Londres. El tema nuevo se remezcló el 9 de julio del mismo año, junto a la cara B, "Madness". La remezcla fue para eliminar el tarareo del solo de saxofón por parte de Lee Jay Thompson. Sin embargo, a Mike Barson no le gustó la remezcla de la canción "Madness".
El tema se regrabó más tarde ese año para el álbum One Step Beyond.... Además de tener un sonido claramente diferenciado, la canción tenía un cambio pequeño en las letras. Además, el tema se grabó en una sesión de John Peel para la BBC y Mike Barson prefirió esta versión. 

## Sencillos
1. «The Prince» (Lee Jay Thompson) - 2:30
2. «Madness» (Campbell) - 2:32

- Datos: Q2540862